# Tamarixia turundaevskayae
Tamarixia turundaevskayae är en stekelart som först beskrevs av Kostjukov 1978.  Tamarixia turundaevskayae ingår i släktet Tamarixia och familjen finglanssteklar. Inga underarter finns listade i Catalogue of Life.